# شاختاو
شاختاو (بالبشكيرية: Шаһтау — «king-mountain») هو واحد من أربعة شياهين، وتقع في منطقة إيشيمبايسسكي، على الحدود مع المقاطعة الفرعية شاختاو للمدينة سترليتاماك. ويتسم اسم الجبل بتنوع كبير: ساهتو، شاه-تاو، شاخ-تاو، سوكيتو، سيكيتو، آشاك-تاو، تسار-غورا (جبل القيصر)
شاختاو هو واحد من سلسلة من أربعة شياهين في محيط مدينتي إيشيمباي وسترليتاماك. مع توراتاو ويوركتاو وكوشتاو، والتي تم اختيارها في القائمة المختصرة لمشروع «عجائب الدنيا السبع في روسيا» (باسم شيهان)
اسم «شاختاو» من المعروف للبلقار والقراشاي، لذلك يسمونه إلبروس.
مثل باقي شياهين، هي كتلة صخرية من الشعاب المرجانية المتيقية من فترة العصر البرمي (أواخر حقب الحياة القديمة) والتي تشكلت منذ أكثر من 230 مليون سنة في البحر الاستوائي.
تم تدمير الجبل بالكامل نتيجة للعمل الجيولوجي للحصول على المواد الخام لشركة باشكير الصودا. استبدل الشيهان ليصبح محجرًا. يمكن لمصير شاختاو أن يعلمنا بمصير العديد من الشياهين المشابهة. هناك حملة في باشكورتوستان للحفاظ على المعالم الطبيعية. ينظر النشطاء إلى تدمير شاختاو كمثال على الموقف الهمجي تجاه الطبيعة، تسمى المقالع التي تشكلت في مكانها ندبة على وجه باشكورتوستان.

## الخصائص الفيزيائية
شاختاو - سلسلة من التلال القصيرة بطول 1.3 كيلومتر (0.81 ميل)، بعرض 980 م (3,220 قدم)، امتدت في الاتجاه الشمالي الغربي. يرتفع فوق مستوى النهر. أبيض (قبل التطوير) على ارتفاع 210 م (336 م (1,102 قدم) فوق مستوى سطح البحر). تقع على الضفة اليمنى لنهر سلوق.
يتكون كتلة شاختاو من حجر جيري الذي سحق بتصادم الطبقات تحت سطح البحر، يرتفع محوره في اتجاه الجنوب. المنحدر الشرقي من الكتلة الصخرية انكشف بقوة في وقت ما، وبالتالي يوجد على الجانب الشرقي تداخل حاد غير متسق بينالرواسب الأثينية العليا على الأسيل والساخمار. تأثر أيضًا تشكيل هيكل الترسيب التكتوني لرواسب الشعاب المرجانية في كتلة شاختاو بالاضطرابات الإقليمية لجنوب الأورال، وبصورة خاصة، تشكيل شيهان المرتفعة فوق المنحدر، والتي اخترقت الجبال المنفردة ورفقتها بمقدار 1,000 م (3,281 قدم) ، بالمقارنة مع نفس الكتلة العمرية في الجانب الغربي من الحوض الصغير. أدى الجمع بين التراكم الأساسي المتراكم لهطول أمواج الشعاب المرجانية والعمليات التكتونية المتراكبة إلى تكوين جسم معقد للغاية في بنيته الداخلية.
تتميز أحجار شاختاو بالصفات المعتادة للحجر الجيري في الهياكل العضوية: النقاء الكيميائي، وتلوين الضوء، والكتلة، والافتقار إلى التقسيم الطبقي، وعدم التجانس النصي بمقاييس مختلفة (اكتشاف)، ومجموعة واسعة من أنواع الصخور، وتغييرها المتكرر. بالإضافة إلى الحجر الجيري النقي، توجد أحجار الجيري الدولوميتية ذات الأصل الثانوي بوضوح في الكتلة الصخرية. تعتبر أحجار شاختاو غنية للغاية ببقايا الكائنات الحية المختلفة التي تتمتع بالحفظ الممتاز.
أصبح شاختاو الآن محجرًا من الحجر الجيري، وهو «رواسب الحجر الجيري» رسميًا، لمصنع الأسمنت الصودا سترليتاماك (OJSC Soda). بدأ تطوير الحجر الجيري في عام 1950. وبحلول عام 1975، تم تخفيض الجزء العلوي من القيصر غوري بأكثر من 35 متر (115 ft). الآن، لا يوجد شيء تقريبًا من الجبل.

## التاريخ
بدأت دراسة مفصلة للجبل في القرن التاسع عشر. نشر فانهايم فون كيفالان في عام 1842 أول معلومات عن الشيهان. في وقت سابق (1841)، زار رودريك مورتشيسون وإدموند فيرني شاخاو، حيث جمعا وانتجا ملفًا شخصيًا لشاختاو في شكل طيات عضدية، تعقدت بسبب صدع. بعد ذلك، تمت معالجة المواد الأحيائية في الشيهان بواسطة س. كوتورغا (S. Kutorga) وف. ميلر
(V. Miller) واتش جي باندر (HG Pander) وغيرهم. أعطى ف. شرينيشيف ون. جيراسيموف الوصف الأكثر اكتمالا من عضديات الأرجل لشاختاو.
مع بداية ثلاثينيات القرن العشرين، ظهرت ثلاث وجهات نظر حول نشأة الشياهين: أ) الطيات العضدية (طيات قصيرة قبوية)، ب) البقايا التآكلية، وج) الشعاب المرجانية.
العمل الذي أُجري من قبل عدد من الجيولوجيين ما بين 1936و 1939، جعل من الممكن التأكيد على أن الشعاب المرجانية مصدر نشأة الشياهين.
بدأت المرحلة الثانية من دراسة الكتلة الجوفية بعد اكتشاف النفط في جنوب الأورال. جعل تشابه شاختاو والصفيفات التي تحمل النفط والغاز المدفونة في العديد من الطبقات. خلال سنوات الحرب، لجأ علماء الجيولوجيا من بعثة الباشكير النفطية التابعة لأكاديمية العلوم بالاتحاد السوفياتي مرارًا وتكرارًا إلى شيهان لاكتشاف ملامح الوجهات وتاريخ تكوين المدافن التي تحمل النفط والغاز في إيشيمبايسكويي بريورالي.
بدأ استكشاف مفصل لشاختاو مع الحفر الشامل في الخمسينيات من القرن الماضي لتحديد مدى ملاءمتها لمصنع الأسمنت الصودا في مدينة سترليتاماك. تم حفر عدد كبير من الآبار، مما أتاح تجميع خريطة جيولوجية للصفيف وسلسلة من المقاطع الجانبية. وكشف هذا الهيكل المعقد للصفيف بانه ملخ (مطوي)، وجود تآكل ما بين المكونات، في بعض المناطق - حدوث مثل ذريعة. وقد تبين أن الصفيف هو إعادة توليد المنشأ، ولكن تكوم في تجعد وتآكلت بشكل كبير، وهذا كما لو كان استبعاد افتراضات بعضهم البعض حول نشأة كتلة صخرية مبررة جزئيا.
في عام 1959، على المنحدر الشرقي، تم اكتشاف مقبرة تعود إلى القرنين الثالث عشر والرابع عشر.
في الستينيات والسبعينيات، زار العديد من الجيولوجيين منجم شاختاو، ومعظمهم من علماء الحفريات لجمع المواد المقارنة.
كما تم استخدام بيانات شاختاو لفهم خصائص مكامن الحجر الجيري القائم على الشعاب المرجانية. حدد كل من غروموف وبتروفا نوعين من الشقوق، يختلفان في مدى ودرجة الانفتاح، ويشكلان في مجموع أربعة أنظمة متقاطعة من الشقوق.
قام AM Tyurikhin بدراسة التصدعات الدقيقة للصخور، والتي رسمت ثلاثة مرات الحدود الزمنية للتصدعات الدقيقة - أقدم تشبه الصخور المسننة، وأخرى في منتصف العمر تمتلئ بالبيتومين أو المعدن، وأصغرها مفتوح.
كان جبل شاختاو هدفًا لرحلة إلى المؤتمر الدولي الثامن للطبقات الجيولوجية وطبقات الجيولوجيا الكربونية عام 1975.

## معرض صور

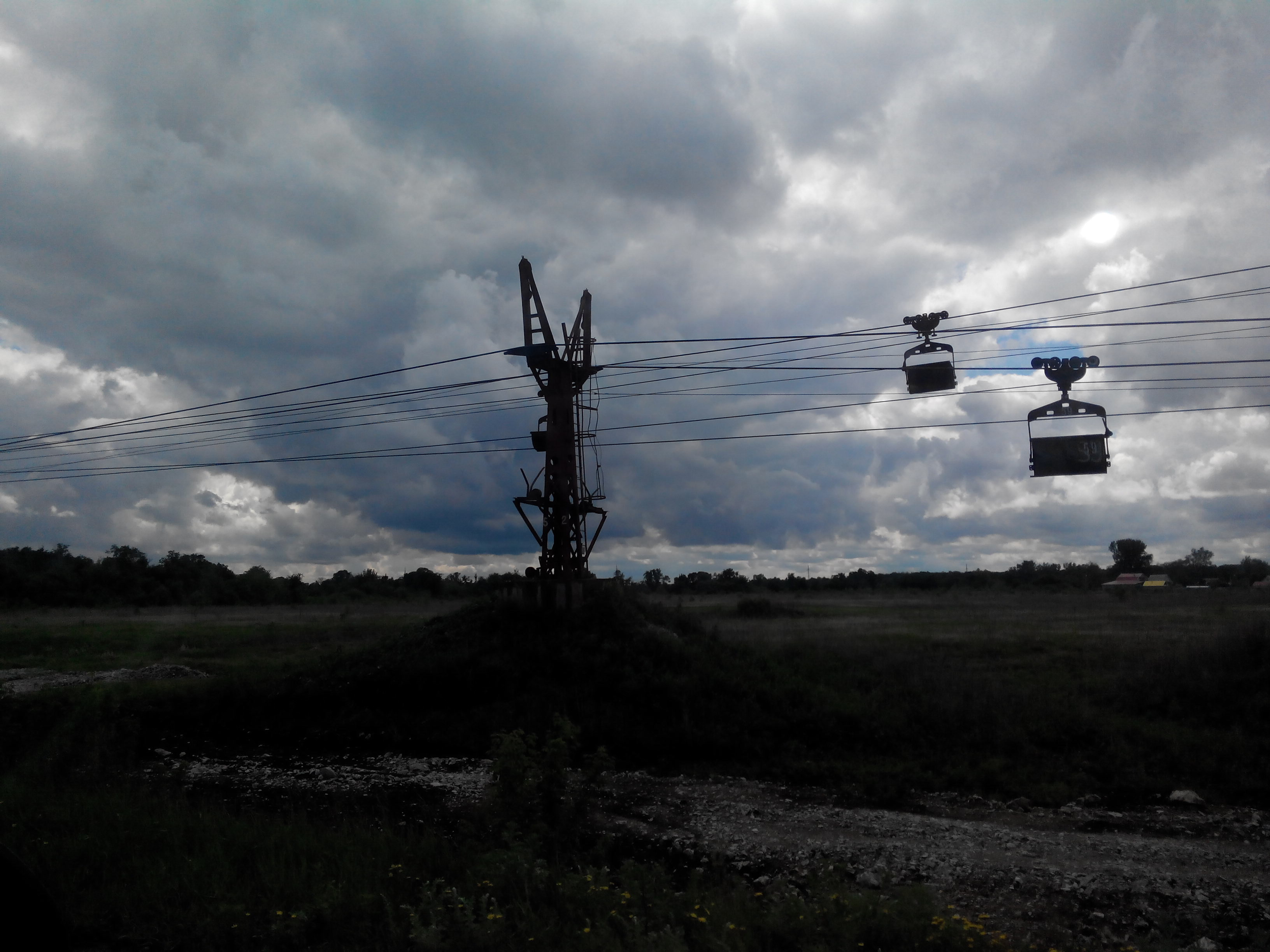
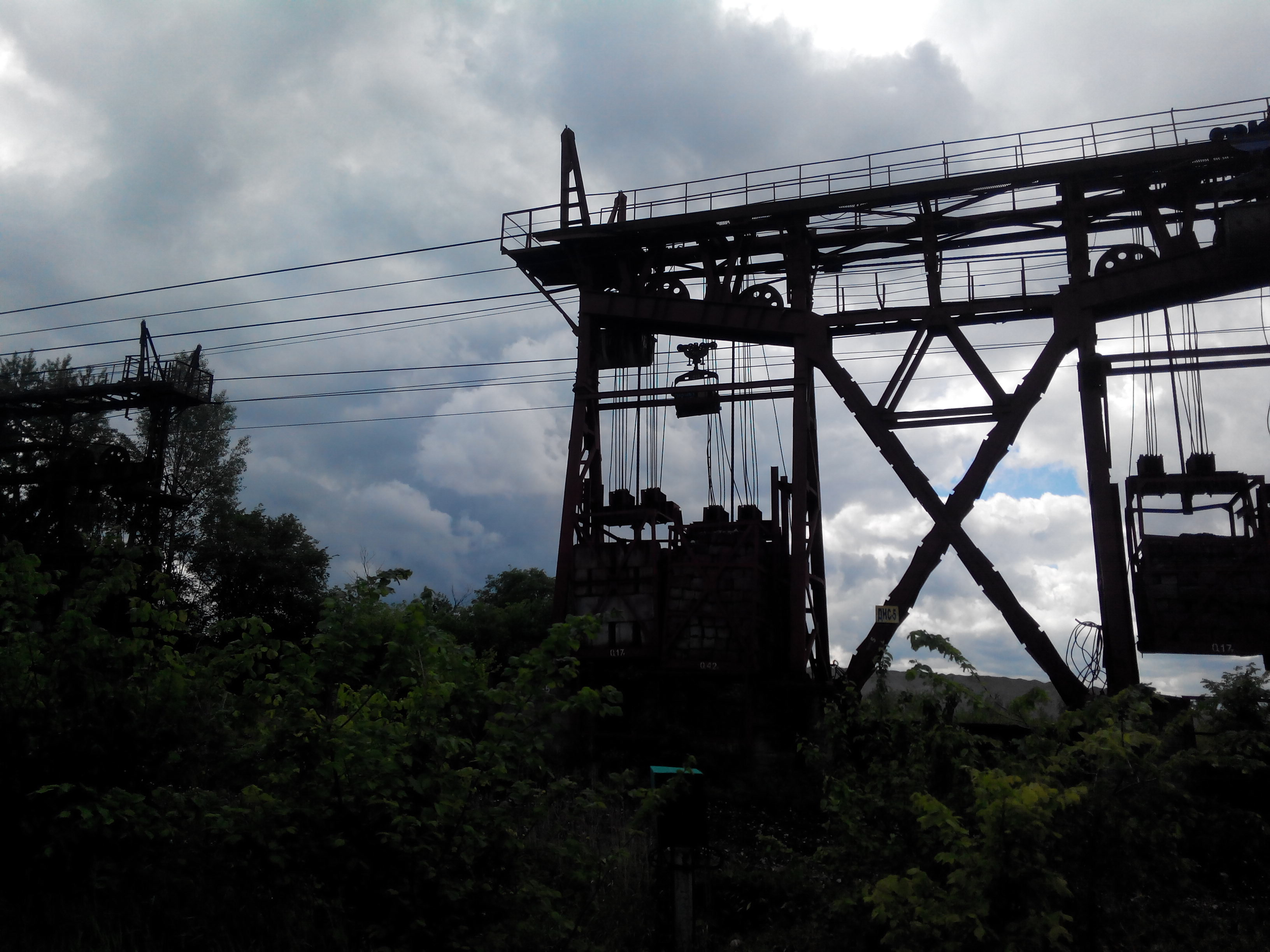
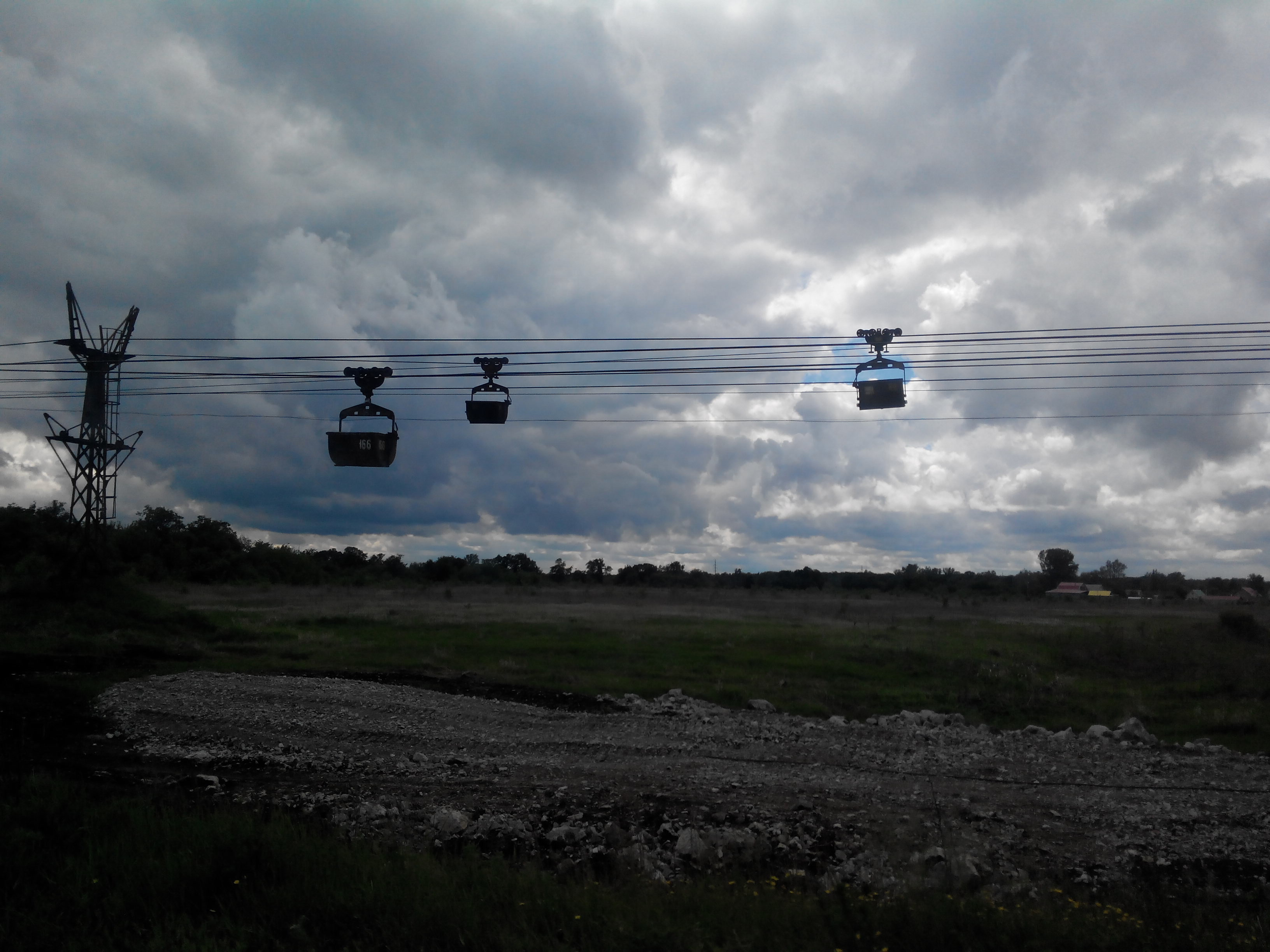

## وصلات خارجية
- الشياهين في باشكورتوستان
- «شيهان» في باشكورتوستان الموسوعة الموجزة
- انقذوا الشياهين في توراتاو ويوراكتو نسخة محفوظة 7 يونيو 2019 على موقع واي باك مشين.
- جولة افتراضية في توراتاو
- جولة افتراضية في يوراكتو
- بانوراما دورية جوية من كوستو